# Kwara State Stadium
Kwara State Stadium ist ein Mehrzweckstadion in Ilorin, Bundesstaat Kwara, Nigeria. Es wird derzeit hauptsächlich für Fußballspiele genutzt und ist die Heimspielstätte der Premier-League-Vereine Bukola Babes und Kwara United.
Seit einem Umbau im Jahre 2010 hat das Stadium eine Kapazität von 18.000 Zuschauern.